# Élections municipales de 2014 au Mans
Pour un article plus général, voir Élections municipales de 2014 dans la Sarthe.
Les élections municipales ont eu lieu les 23 et 30 mars 2014 au Mans.

## Mode de scrutin
Le mode de scrutin au Mans est celui des villes de plus de 1 000 habitants : la liste arrivée en tête obtient la moitié des 55 sièges du conseil municipal. Le reste est réparti à la proportionnelle entre toutes les listes ayant obtenu au moins 5 % des suffrages exprimés. Un deuxième tour est organisé si aucune liste n'atteint la majorité absolue et au moins 25 % des inscrits au premier tour. Seules les listes ayant obtenu aux moins 10 % des suffrages exprimés peuvent s'y présenter. Les listes ayant obtenu au moins 5 % des suffrages exprimés peuvent fusionner avec une liste présente au second tour.

## Contexte
Le scrutin se déroule avec des machines à voter agréées par le ministère de l'intérieur et contrôlées par l'entreprise privée Néerlandaise NEDAP. Réparties dans 97 bureaux de vote, elles sont gérées par un logiciel propriétaire comptabilisant les suffrages. Il n'est pas possible pour les candidats de vérifier la programmation du logiciel et l'intégrité des machines à voter. Les électeurs ont à appuyer sur la touche du candidat de leur choix et à valider. Aucun reçu n'est délivré assurant de la prise en compte du suffrage.

### Deux listes UMP
Pendant la campagne, fin 2013, la liste UMP menée par Alain Pigeau fut amputée d'Anne Beauchef, alors 2e sur la liste, qui préféra claquer la porte. La section locale de l'UMP désigna Christelle Morançais comme sa candidate légitime, sur une nouvelle liste. Alain Pigeau ne se retira toutefois pas, et fut étiqueté « divers droite » (ou « dissident UMP-UDI »).

### Le PCF dispersé, le PG amputé
Une bonne part des élus communistes sortants se sont joints de nouveau à la liste menée par Jean-Claude Boulard, maire sortant, refusant le vote des militants communistes locaux. Un élu du Parti de Gauche (PG) a fait de même allant à l'encontre du vote des militants PG, mais celui-ci fut alors exclu du parti. Tous les élus PG sortants ont alors rendus leur carte pour protester contre "l'autoritarisme" qui sévissait selon eux. Ils ne rejoindront aucune liste mais déclareront avoir voté pour celle du Front de Gauche (FdG).
Le PG a perdu des membres importants localement, mais le PCF n'a pas exclu ceux qui se sont joints à la liste Le Mans Pour Tous, ce qui fait qu'il y eut des élus communistes sur deux listes, bien que la direction nationale soutint officiellement la liste Le Mans Renouveau Citoyen (FdG) menée par la communiste Ariane Henry.

## Résultats
- Maire sortant : Jean-Claude Boulard (PS)
- 55 sièges à pourvoir (population légale 2011 : 143 240 habitants)

| Tête de liste                                          | Tête de liste         | Liste          | Premier tour | Premier tour | Second tour | Second tour | Sièges |  |
| Tête de liste                                          | Tête de liste         | Liste          | Voix         | %            | Voix        | %           | Sièges |  |
| ------------------------------------------------------ | --------------------- | -------------- | ------------ | ------------ | ----------- | ----------- | ------ |  |
|                                                        | Jean-Claude Boulard * | PS-EELV-PCF    | 16 270       | 34,74        | 23 030      | 45,74       | 40     |  |
| Le Mans pour tous                                      |                       |                | 16 270       | 34,74        | 23 030      | 45,74       | 40     |  |
|                                                        | Christelle Morançais  | UMP            | 9 904        | 21,14        | 21 504      | 42,70       | 12     |  |
| Avec vous pour Le Mans                                 |                       |                | 9 904        | 21,14        | 21 504      | 42,70       | 12     |  |
|                                                        | Louis Noguès          | FN             | 7 142        | 15,25        | 5 815       | 11,54       | 3      |  |
| Le Mans bleu Marine                                    |                       |                | 7 142        | 15,25        | 5 815       | 11,54       | 3      |  |
|                                                        | Alain Pigeau          | UDI-UMP diss.  | 5 315        | 11,35        |             |             |        |  |
| Liste d'union de la droite et du centre                |                       |                | 5 315        | 11,35        |             |             |        |  |
|                                                        | Ariane Henry          | FG-PCF         | 4 260        | 9,09         |             |             |        |  |
| Le Mans renouveau citoyen                              |                       |                | 4 260        | 9,09         |             |             |        |  |
|                                                        | Michel Pézeril        | DVG            | 2 131        | 4,55         |             |             |        |  |
| Alternative progressiste solidaire                     |                       |                | 2 131        | 4,55         |             |             |        |  |
|                                                        | Yves Cheère           | LO             | 1 131        | 2,41         |             |             |        |  |
| Lutte ouvrière faire entendre le camp des travailleurs |                       |                | 1 131        | 2,41         |             |             |        |  |
|                                                        | Pascal Le Port        | POI            | 686          | 1,46         |             |             |        |  |
| Carton rouge                                           |                       |                | 686          | 1,46         |             |             |        |  |
|                                                        |                       |                |              |              |             |             |        |  |
| Inscrits                                               | Inscrits              | Inscrits       | 92 636       | 100,00       |             | 100,00      |        |  |
| Abstentions                                            | Abstentions           | Abstentions    | 42 589       | 45,97        |             |             |        |  |
| Votants                                                | Votants               | Votants        | 50 047       | 54,03        |             |             |        |  |
| Blancs et nuls                                         | Blancs et nuls        | Blancs et nuls | 3 208        | 6,41         |             |             |        |  |
| Exprimés                                               | Exprimés              | Exprimés       | 46 839       | 93,59        |             |             |        |  |
| * Liste du maire sortant                               |                       |                |              |              |             |             |        |  |